# 丸一組
丸一組是台灣日治時期的五大運輸承攬公司之一，由本地才一郎於1917年設立於高雄港，本社位於高雄市堀江町二丁目，並在基隆、臺北、彰化、臺南、屏東等地設有出張所。

## 介紹
本地才一郎在1887年生於日本岡山縣，在1917年來臺，並於高雄設立「丸一組」，主要承攬辰馬汽船、大連汽船、岡村汽船、大同汽船等公司的貨物運送，主要負責大連航路定期貨物船的業務。大連汽船甚至在丸一組本店設置高雄代理店，而丸一組亦於1934年在大連汽船台北出張所設置丸一組臺北出張所。隨著日本與滿洲國之間的經濟連結強化，丸一組的業務亦不斷進展，並於1930年代在設立廣東支店，以拓展在南中國、南洋方面的事業。丸一組在1940年代合併基隆市的「山ヨ運送株式會社」，並在1941年10月改組為株式會社。

## 出張所
- 基隆出張所：基隆市旭町
- 台北出張所：台北市表町二丁目14番地
- 彰化出張所：彰化車站前
- 台南出張所：臺南運河旁
- 屏東出張所：屏東車站前
- 竹田出張所：竹田車站前
- 社邊出張所[1]